# Jaskier sardyński
Jaskier sardyński, j. łagodny, j. blady (Ranunculus sardous Crantz) – gatunek rośliny z rodziny jaskrowatych (Ranunculaceae). Występuje naturalnie w Azji (na Kaukazie), w Afryce Północnej (Algieria, Maroko, Tunezja) i w niemal całej Europie. W Polsce jest niezbyt częsty.

## Morfologia

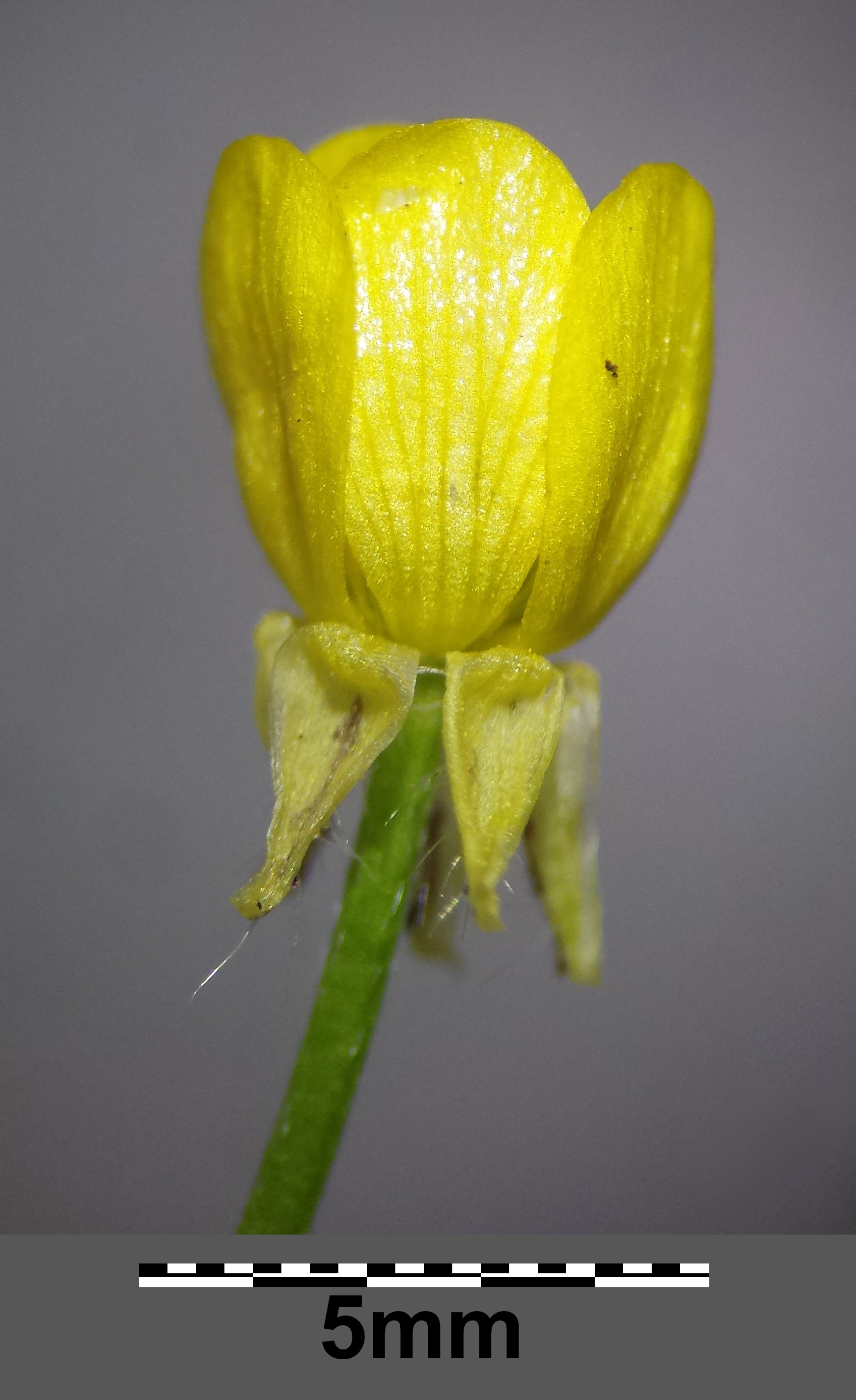
Kwiat

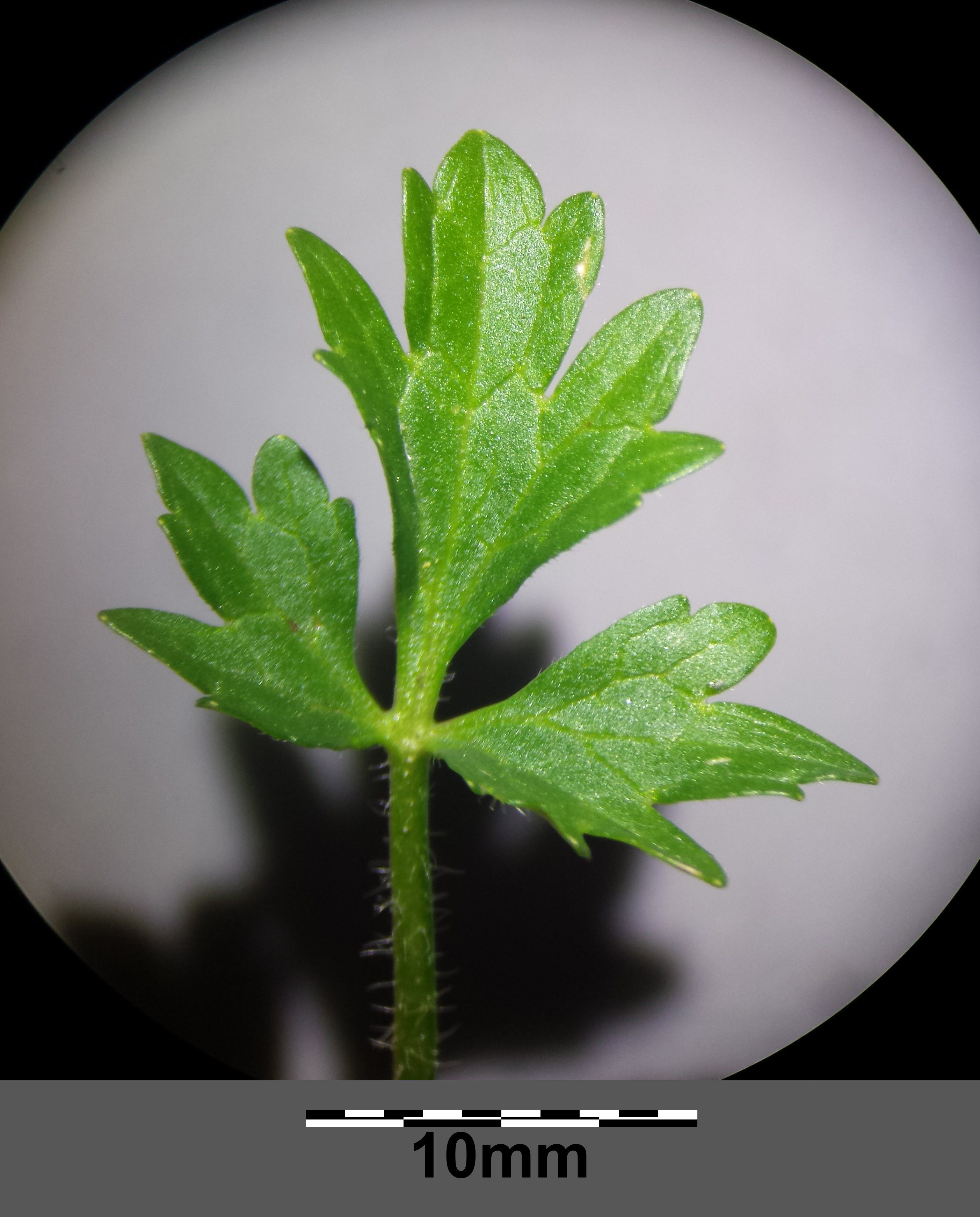
Liść

PokrójRoślina jednoroczna o lekko owłosionych pędach. Dorasta do 40 cm wysokości.
LiścieW zarysie mają owalny kształt, złożone z prawie pięciokątnych segmentów. Mierzą 2–2,5 cm długości oraz 1,5–3 cm szerokości. Ogonek liściowy jest nagi i ma 6–7 cm długości.
KwiatySą zebrane po 2–5 we wierzchotkach jednoramiennych. Pojawiają się na szczytach pędów. Mają żółtą barwę. Dorastają do 18 mm średnicy. Mają 5 owalnych działek kielicha, które dorastają do 6 mm długości. Mają 5 odwrotnie owalnych płatków o długości 10 mm.
OwoceNagie niełupki o okrągło odwrotnie owalnym kształcie i długości 2–3 mm. Tworzą owoc zbiorowy – wieloniełupkę o jajowatym kształcie i dorastającą do 6 mm długości.

## Biologia i ekologia
Roślina jednoroczna. Kwitnie od maja do września. Siedlisko: występuje na gliniastych, podmokłych glebach, wilgotnych polach; najczęściej jednakże na przydrożach i pastwiskach. Rozmnaża się przez nasiona. Roślina trująca. Gatunek charakterystyczny dla związku (All.) Cynosurion i Ass. Lolio-Cynosuretum i Ass. Ranunculo-Myosuretum. Liczba chromosomów 2n = 16. Występuje na wysokości do 2500 m n.p.m.